# Desmodium elegans
Desmodium elegans är en ärtväxtart som beskrevs av Dc. Desmodium elegans ingår i släktet Desmodium och familjen ärtväxter. IUCN kategoriserar arten globalt som livskraftig.

## Underarter
Arten delas in i följande underarter:
- D. e. elegans
- D. e. handelii
- D. e. wolohoense

## Bildgalleri

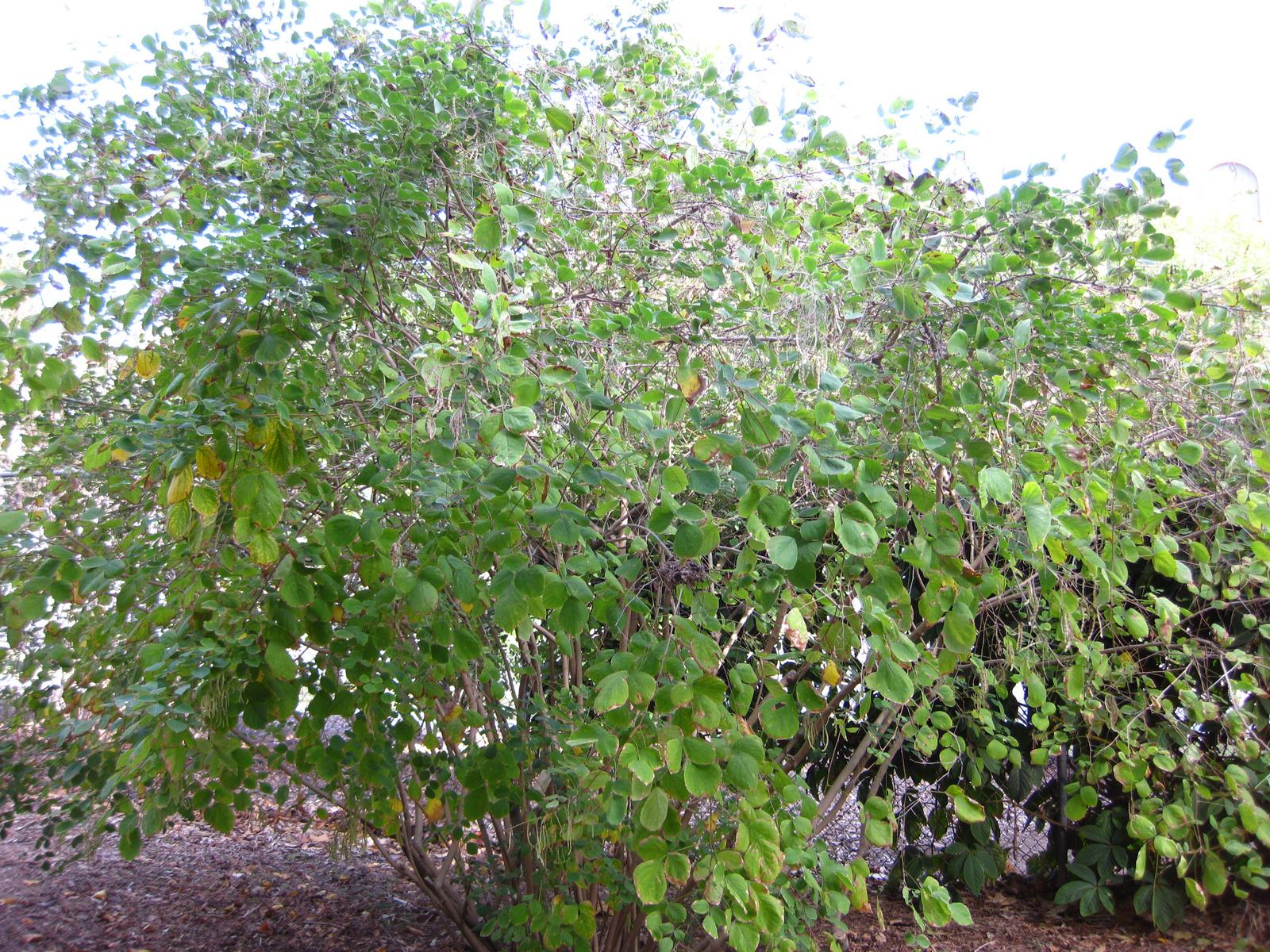
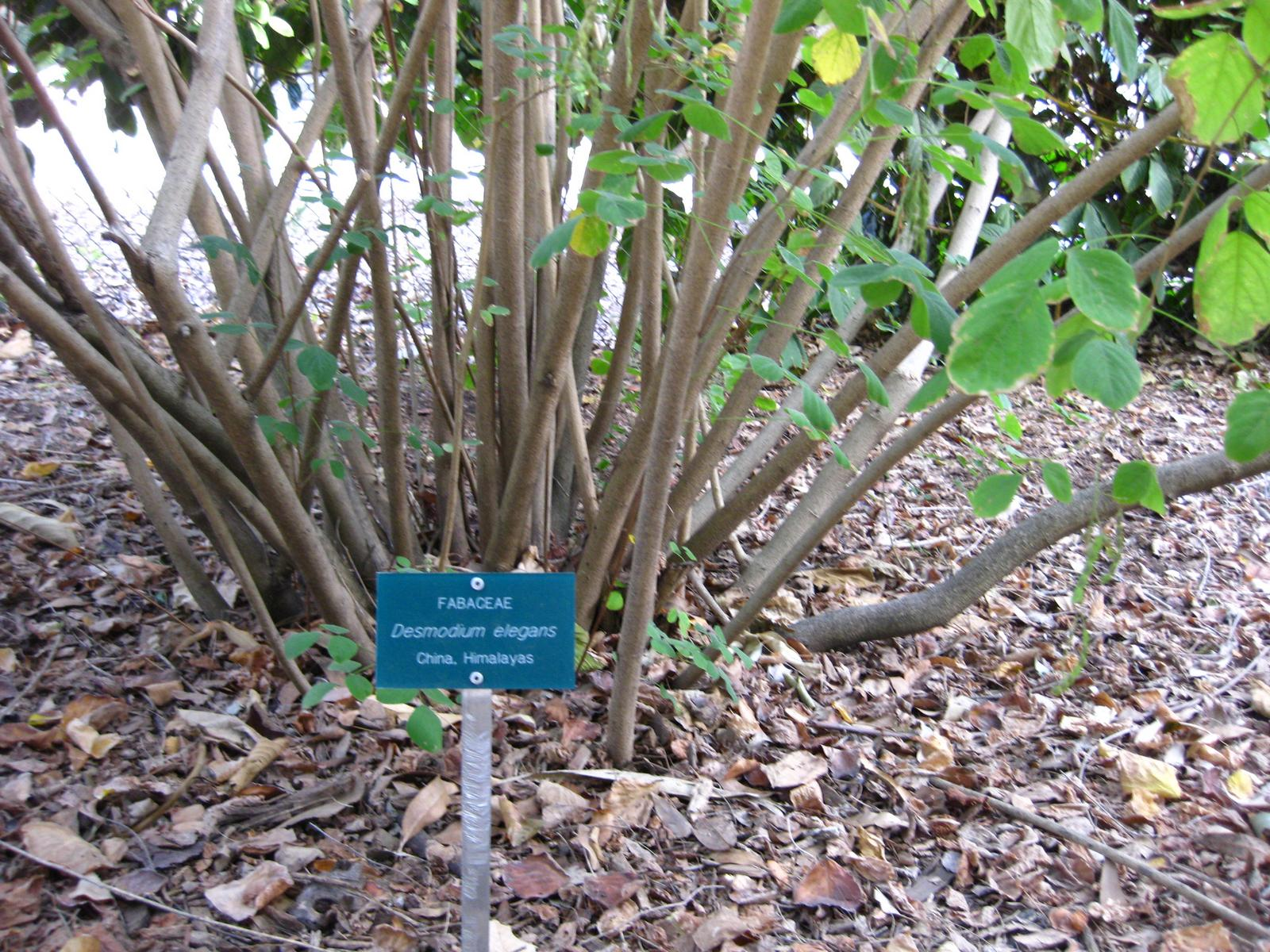